# Градовка (Николаевская область)
Градовка (укр. Градівка) — село в Веселиновском районе Николаевской области Украины.
Основано в 1802 году. Население по переписи 2001 года составляло 546 человек. Почтовый индекс — 57012. Телефонный код — 5163. Занимает площадь 1,198 км².

## Местный совет
57013, Николаевская обл., Веселиновский р-н, с. Поречье, ул. Ленина, 23

## Известные уроженцы
- Антонова, Екатерина Тимофеевна (род. 1928) — Герой Социалистического Труда.